# Denumiri sistematice pentru elemente chimice
O denumire sistematică pentru un element chimic este un nume temporar, împreună cu simbolul chimic asociat, care e atribuit elementelor recent sintetizate sau încă nesintetizate. Elementele transuraniene primesc un nume și un simbol definitiv numai după ce sintetizarea lor a fost confirmată; în unele cazuri această procedură poate fi de lungă durată și controversată. Pentru a evita ambiguități în discuții în asemenea cazuri, Uniunea Internațională de Chimie Pură și Aplicată (IUPAC) a introdus o schemă de atribuire a unor nume și simboluri temporare.

## Reguli IUPAC
| cifră | radical | simbol |
| ----- | ------- | ------ |
| 0     | nil     | n      |
| 1     | un      | u      |
| 2     | b(i)    | b      |
| 3     | tr(i)   | t      |
| 4     | quad    | q      |
| 5     | pent    | p      |
| 6     | hex     | h      |
| 7     | sept    | s      |
| 8     | oct     | o      |
| 9     | en(n)   | e      |

Denumirile temporare sunt derivate sistematic din numerele atomice ale elementelor respective. Fiecare cifră este transpusă într-un „radical numeric” conform tabelei alăturate, apoi radicalii sunt concatenați și numele este completat cu sufixul latin ium. În traducere românească sufixul devine iu. Radicalii sunt unii latini, alții grecești, aceasta pentru a evita ca doi radicali să înceapă cu aceeași literă. Două reguli adiționale evită apariția unor litere duble sau triple prin concatenare.
- Dacă bi sau tri este urmat de sufixul iu (adică ultima cifră a numărului atomic e „2” sau „3”), rezultatul concatenării e biu sau triu și nu biiu sa triiu.
- Dacă enn este urmat de nil (adică numărul atomic conține secvența „90”), rezultatul concatenării e ennil și nu ennnil.

Simbolul sistematic corespunzător este format concatenând prima literă din fiecare radical și convertind prima litera a rezultatului la majusculă.
Toate elementele până la numărul atomic 111 inclusiv au primit nume permanente, așa că utilizarea numelor și simbolurilor sistematice este recomandată numai pentru elementele începând cu numărul atomic 112. Așadar, numele sistematice au asociate simboluri cu exact trei litere.

### Exemple
Elementul cu cel mai mare număr atomic (118) care a fost sintetizat până acum se numește ununoctiu. Alte exemple din tabelul următor se referă la elemente ipotetice.
| număr atomic | denumire   | simbol |
| ------------ | ---------- | ------ |
| 118          | ununoctiu  | Uuo    |
| 123          | unbitriu   | Ubt    |
| 190          | unenniliu  | Uen    |
| 200          | binilniliu | Bnn    |